# Soul Eater
Soul Eater és un manga japonès escrit i il·lustrat per Atsushi Ōkubo. El manga va ser publicat per Square Enix. El manga va començar la seva publicació regular en la revista de manga de Square Enix Monthly Shōnen Gangan el 12 de maig de 2004.
Ambientada a l'escola Shibusen, la sèrie gira entorn de tres equips formats per un tècnic d'arma i una arma humana. Tractant de convertir a la seva arma en una "Death Scythe" i d'aquesta manera fer-la adequada per a ser usada per un shinigami, ells han de recol·lectar les ànimes (o kishin) de 99 criminals i la d'una bruixa per convertir-se en "Death Scythe"
La història ens presenta Maka Albarn i Soul Eater Evans; Death The Kid, Liz i Patty Thompson, Black Star i Tsubaki Nakatsukasa; tres equips estudiants de Shibusen a la ciutat de Death City. Els tècnics juntament amb el seu company arma han de recol·lectar 99 ànimes de kishins, ànimes corrompudes pel mal o la bogeria i que estan a la llista de la Mort (Shinigami-sama), i l'ànima d'una bruixa. Així, les armes i els tècnics passin a ser de la categoria Death Scythe, que els permet obtenir poders i habilitats noves. Arribar a aquest títol no és fàcil.
- Soul Eater Evans és el personatge principal del manga i animi juntament amb Maka Albarn, és una mica despreocupat i dona la vida per Maka, el seu somni és convertir-se en Death Scythe.
- Maka Albarn és la tècnica de Soul, també és el personatge principal, viu enfadada amb el seu pare, ja que és un faldiller, gràcies a això no confia gaire en els homes. Posseeix les anomenades vibracions antidimoni heretades de la seva mare que es diu posen fi a tot el mal i fan desaparèixer tot l'impur.
- Black Star és el tècnic de Tastuki Nakatusaki. Black Star prové d'una família de ninges el “Clan de l'Estrella”, coneguts per fer qualsevol cosa per diners. Vol ser el millor i odia quan algú obté més atenció que el.
- Death The Kid és el tècnic de Patty i Liz Thompson el fill de Shinigami-sama. Patricia i Elizabeth Thompson, sobrenomenades "Patty" i "Liz", son les seves companyes de Death the Kid i es converteixen en pistoles.
- Crona és el company i tècnic de Ragnarok, l'espada demoníaca. La seva mare és la bruixa Medusa qui va crear Ragnarok, el va barrejar amb la sang negra i el va implantar en Crona com a experiment, a qui pressiona per a devorar ànimes.

### Manga
Soul Eater va començar com una sèrie de manga escrita i il·lustrada pel mangaka Atsushi Okubo. El manga va començar entre el 25 de juny i el 26 de novembre de 2003 en dues revistes de manga de Square Enix: primer a l'edició especial d'estiu 2003 de Gangan Powered, seguides per l'edició especial de tardor 2003 de la mateixa revista, i finalment a Gangan Wing. El manga va començar la seva publicació per lliuraments regulars a la revista de màniga Monthly Shōnen Gangan de Square Enix el 12 de maig de 2004 i va acabar de publicar-se l'agost de 2013. El primer volum recopilatori va ser comercialitzat per Square Enix sota la seva publicació Gangan Comics el 22 de juny de 2004 al Japó i va arribar als 25 volums en total. El gener del 2011 es va anunciar que el mateix autor llançaria una obra derivada d'aquesta anomenada Soul Eater Not!
El manga va ser llicenciat per Yen Press per a la seva distribució en anglès als Estats Units i comercialitzat inicialment a la revista d'antologies Yen Plus d'aquesta editorial, que va sortir a la venda el 29 de juliol de 2008. El primer volum en anglès del manga es va publicar l'octubre de 2009.

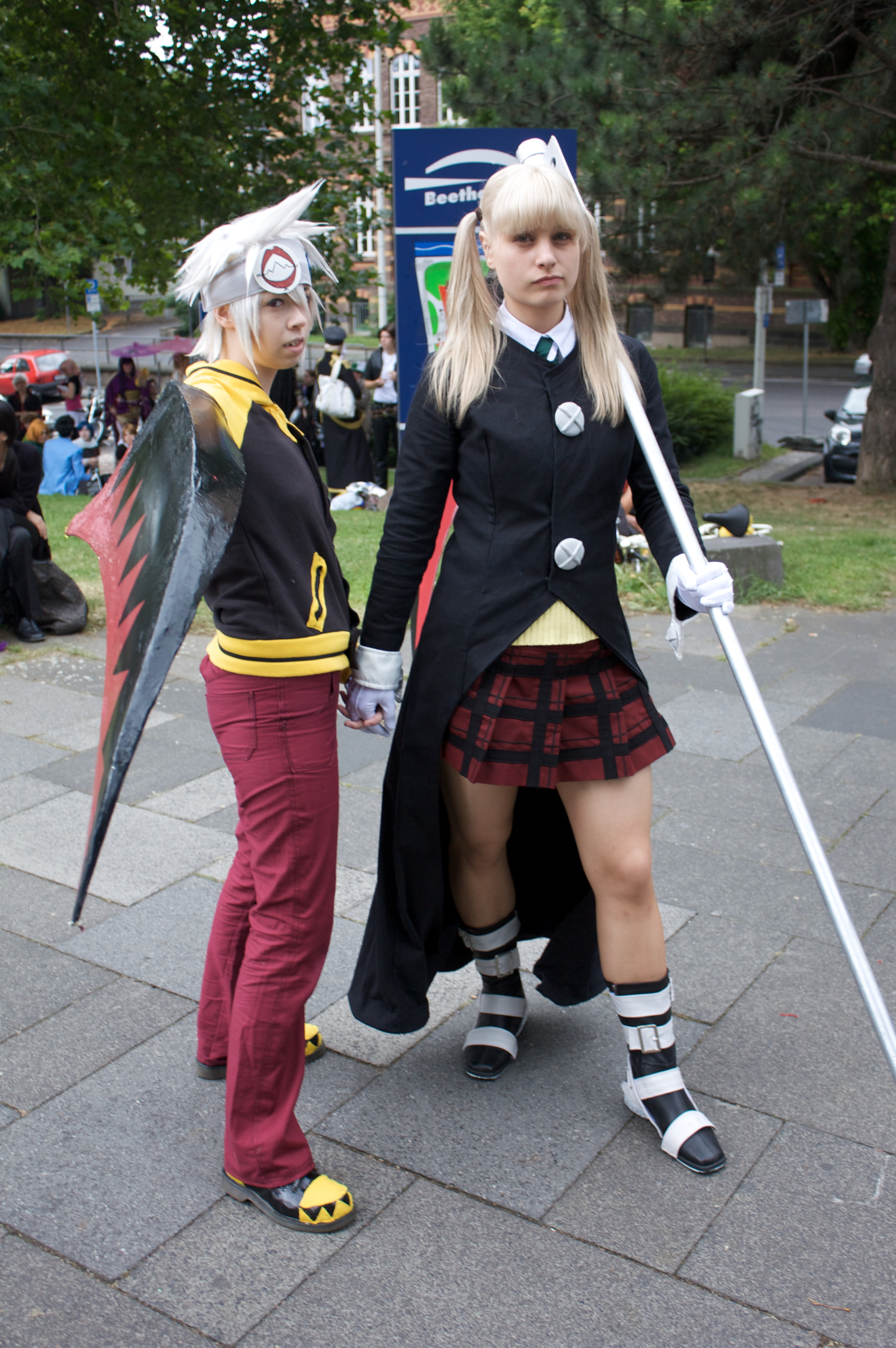
Cosplay dels dos personatges principals

A Espanya Norma Editorial va aconseguir els seus drets i el seu primer lliurament es va publicar el 24 de setembre del 2010, amb tirades mensuals fins al final d'aquell any, ia partir de llavors el manga va passar a ser bimensual fins al final de la sèrie.

### Anime
Va ser un projecte de 51 episodis produït per BONES, Aniplex, Dentsu, Media Factory i TV Tòquio; Bones i Aniplex són responsables de l'animació i la música. Els episodis van començar a emetre's el 7 d'abril de 2008. La banda sonora va a càrrec de l'aclamat compositor Iwasaki Taku.
L'anime es va emetre en dues versions: una de censurada i una altra sense censura. La versió senzilla i l'altra versió, anomenada "Late Show".
Funimation va obtenir la llicència de la sèrie. Després de l'adquisició de Crunchyroll per part de Sony, la sèrie es va traslladar a Crunchyroll obtenint la llicència de la sèrie fora d'Àsia.
Soul Eater també té un videojoc per a la Wii: Soul Eater: Monotone Princess, posat a la venda el 25 de setembre de 2008 en exclusiva per al Japó. El joc inclou dos personatges originals dissenyats pel mateix Atsushi Ōkubo: Grimoire i Ponera. Per a Nintendo DS es va llançar poc després, el 23 d'octubre de 2008, Soul Eater: Medusa no inbou, amb estètica 3D.